# Xanthichthys
Xanthichthys – rodzaj morskich ryb rogatnicowatych.

## Klasyfikacja
Gatunki zaliczane do tego rodzaju:
- Xanthichthys auromarginatus – rogatnica złotobrzeżna[potrzebny przypis]
- Xanthichthys caeruleolineatus
- Xanthichthys lima
- Xanthichthys lineopunctatus
- Xanthichthys mento
- Xanthichthys ringens

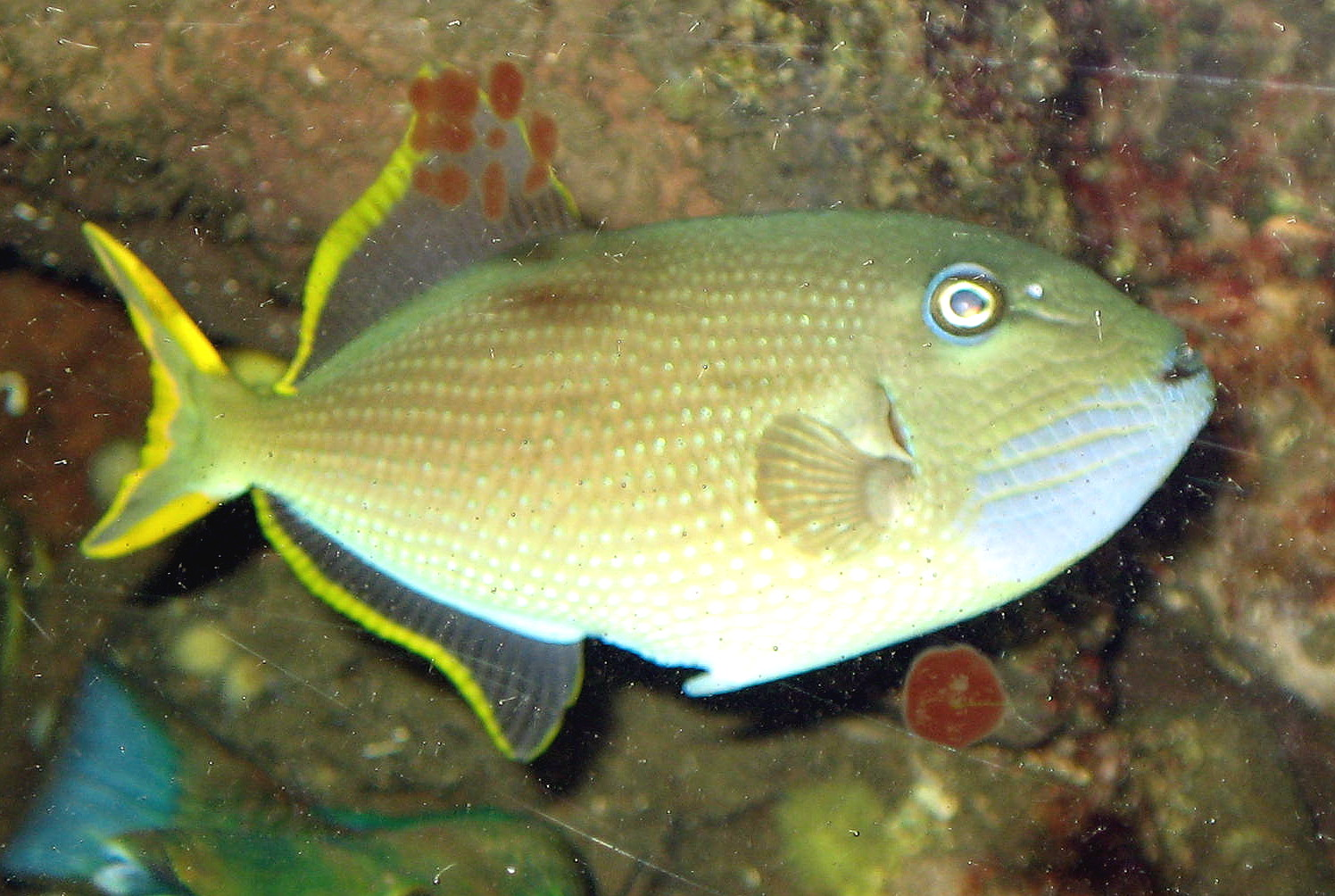
Xanthichthys auromarginatus